# Yasushi Kita
Yasushi Kita (喜多 靖 Kita Yasushi?, nacido el 25 de abril de 1978 en Osaka) es un exfutbolista japonés. Jugaba de defensa y su último club fue el Gainare Tottori de Japón.

## Trayectoria

### Clubes
| Club                | País  | Año         |
| ------------------- | ----- | ----------- |
| Júbilo Iwata        | Japón | 1997 - 2000 |
| JEF United Ichihara | Japón | 2000 - 2001 |
| Cerezo Osaka        | Japón | 2002 - 2003 |
| Albirex Niigata     | Japón | 2004 - 2006 |
| Thespa Kusatsu      | Japón | 2007 - 2009 |
| Gainare Tottori     | Japón | 2010 - 2011 |

## Estadística de carrera

### J. League
| Club                | Año   | J. League | J. League | Copa J. League | Copa J. League | Total | Total |
| Club                | Año   | Part.     | Goles     | Part.          | Goles          | Part. | Goles |
| ------------------- | ----- | --------- | --------- | -------------- | -------------- | ----- | ----- |
| Júbilo Iwata        | 1997  | 1         | 0         | 5              | 0              | 6     | 0     |
| Júbilo Iwata        | 1998  | 7         | 0         | 0              | 0              | 7     | 0     |
| Júbilo Iwata        | 1999  | 3         | 0         | 3              | 0              | 6     | 0     |
| Júbilo Iwata        | 2000  | 0         | 0         | 0              | 0              | 0     | 0     |
| JEF United Ichihara | 2000  | 7         | 0         | 2              | 0              | 9     | 0     |
| JEF United Ichihara | 2001  | 7         | 0         | 2              | 0              | 9     | 0     |
| Cerezo Osaka        | 2002  | 37        | 2         | -              | -              | 37    | 2     |
| Cerezo Osaka        | 2003  | 18        | 1         | 3              | 0              | 21    | 1     |
| Albirex Niigata     | 2004  | 17        | 0         | 1              | 0              | 18    | 0     |
| Albirex Niigata     | 2005  | 17        | 3         | 5              | 0              | 22    | 3     |
| Albirex Niigata     | 2006  | 11        | 0         | 1              | 0              | 12    | 0     |
| Thespa Kusatsu      | 2007  | 7         | 0         | -              | -              | 7     | 0     |
| Thespa Kusatsu      | 2008  | 33        | 1         | -              | -              | 33    | 1     |
| Thespa Kusatsu      | 2009  | 21        | 0         | -              | -              | 21    | 0     |
| Gainare Tottori     | 2011  | 15        | 0         | -              | -              | 15    | 0     |
| Total               | Total | 201       | 7         | 22             | 0              | 223   | 7     |

## Palmarés

### Títulos nacionales
| Título         | Club         | País  | Año  |
| -------------- | ------------ | ----- | ---- |
| J1 League      | Júbilo Iwata | Japón | 1997 |
| Copa J. League | Júbilo Iwata | Japón | 1998 |
| J1 League      | Júbilo Iwata | Japón | 1999 |